# Shigatoxin
Shigatoxiner är en grupp av besläktade exotoxiner med två huvudsakliga grupper Stx-1 och Stx-2. Toxinerna är uppkallade efter Kiyoshi Shiga som först kom på att dysenteri orsakas av bakterien Shigella dysenteriae. Den vanligaste källan till Shigatoxin är just S. dysenteriae men finns även hos en patogen grupp av Escherichia coli (EHEC) som innehåller serotypen O157:H7 och andra enterohemorragiska E. coli.

## Nomenklatur
Det finns flera termer som mikrobiologer använder för att beskriva och särskilja de olika toxinerna:
1. Shigatoxin (Stx) - det äkta Shigatoxinet som produceras av Shigella dysenteriae.
2. Shiga-liknande toxin 1 och 2 (SLT-1 och 2 eller Stx-1 och 2) - toxiner som produceras av vissa stammar av E. coli (EHEC). Stx-1 skiljer sig från Stx med en enda aminosyra. Stx-2 delar 56% av sekvensen av aminosyror med Stx-1.
3. Cytotoxiner - en bredare beskrivning av Stx.
4. Verocytotoxiner - ett sällan använt namn för Stx.

## Mekanism
Shigatoxiner fungerar genom att förhindra proteinsyntesen i celler på ett liknande sätt som ricintoxin som produceras av Ricinus communis.  Sedan proteinet kommit in i cellen fungerar den som en N-glykosidas, som bryter ner RNA i ribosomerna. Därigenom hejdas proteinsyntesen.